# LG G3 캣6
LG G3 캣6(LG G3 Cat.6)는 LG전자의 구글 안드로이드 패블릿 스마트폰이다.
5.5인치 Quad HD IPS 디스플레이를 탑재하였다. CPU는 퀄컴 스냅드래곤 805에 광대역 LTE-A를 지원한다. 2014년 7월 25일에 대한민국에 출시하였으며, 8월 26일에 와인, 8월 29일에 문 바이올렛 색상을 추가로 출시했다.

## 운영체제 / 소프트웨어

### 안드로이드 4.4.2 킷캣
LG G3 캣6는 4.4.2 킷캣을 탑재하여 출시했다.

### 안드로이드 5.0.1 롤리팝
LG G3 캣6는 2014년 12월 31일 5.0.1 롤리팝으로 업그레이드 되었다.
새로운 기능으로는 스마트 록 기능, 절전모드시 상단바의 색상이 바뀌는 기능, 머티리얼 디자인이 적용되었으며 그 외에 달라진 점은 게스트모드를 삭제하였다. 그러나 G3에는 적용하였던 구글 측의 게스트모드(다중 사용자 기능)은 G3 Cat.6에서 기능을 없애고, 하단바에는 머티리얼 디자인을 빼버리는 상당수의 기능이 삭제되었다.
그래도 기존에 있던 버그들이 제법 많이 잡혔으나, 배터리 광탈현상은 스마트폰 자체의 공장 초기화 기능을 사용할 경우 전보다 상당히 좋아지거나 나빠지는등 사용자에 따라 배터리 광탈현상은 호불호가 상당히 갈리게 되었다.
그러나 기존에도 크나큰 이슈였던 발열현상은 QHD를 사용하는 스마트폰이라 그런지 발열현상은 전혀 잡히지 않았고, 롤리팝 버그로 인하여 출시전에 발표하였던 실내 위치 측정 GPS기능은 먹통이 되어 가만히 있어도 자신의 위치를 제대로 인식을 못하고 이리저리 튀게 되어 스마트 록 기능이 제대로 적용안되는 버그가 생기게 되었다.
2015년 2월 13일부터 LG U+ 통신사부터 순차적으로 마이너 업데이트를 시행하였고, 롤리팝 업데이트를 하면서 없어졌던 게스트모드를 다시 살려내고, 하단바에 머티리얼 디자인을 적용하였다. 롤리팝을 처음 적용하였을때보다는 반응속도도 상당히 빨라졌다. 그러나 여전히 GPS기능은 자기위치를 잘 잡다가도 이상한곳을 잡는 버그는 남아있다.

### 안드로이드 6.0 마시멜로
LG G3 캣6는 2016년 1월 7일 6.0 마시멜로으로 업그레이드 되었다.

## 특수 기능
- 레이저 오토 포커스: 레이저를 이용해서 사진의 초점을 빠르게 잡는 기능이다. 야간 촬영 시 피사체의 위치를 찾기 어려울 때 유용하다.
- 셀프 카메라: 셀프 카메라를 찍을 때 간단한 손동작(보 - 주먹)으로 사진을 찍을 수 있는 기능이다.
- 스마트 키보드: 키보드 높이를 자유롭게 지정할 수 있고, 터치 인식 영역을 보정하여 오타를 줄여 주는 기능이다.
- 스마트 클리닝: 사용자가 사용하지 않는 문서를 알려줘서 기기를 쉽게 정리할 수 있는 기능이다.

## 액세서리
- 퀵서클 케이스: 케이스에 뚫려 있는 동그란 서클 윈도우를 통해 전화 수신, 발신, 문자 받기, 음악, 카메라, 시계, 헬스 케어 기능을 사용할 수 있다.
- 무선 충전기 (WCD-100): 기기 자체에 충전기를 꽂을 필요 없이 무선 충전기에 충전기를 꽂아서 거치만 하면 충전이 된다. 출력은 1.8A까지 지원한다.

## 논란
- LG G3 캣6는 설계 결함으로 인하여 생긴 크랙 때문에 논란이 되었다.
- LG G3 캣6는 발열 및 무한재부팅, 고발열로 꺼짐현상, 충전기 화재, 화상 등 많은 문제가 발생했다.
- LG G3 캣6 충전기 화재원인 엘지전자측 조사 결과 2016년 7월 22일 LG전자 측 충전기 단자에 염소와 나트륨 성분이 나와 사용자 부주의로 인한 화재로 결론되었다.

## 색상
- 메탈릭 블랙
- 실크 화이트
- 샤인 골드
- 와인
- 문 바이올렛

## 같이 보기
- 삼성 갤럭시 S5 광대역 LTE-A
- 삼성 갤럭시 노트 4
- LG G3
- LG G3 비트
- LG G3 A
- LG Gx2
- LG G3 스크린
- LG G4